# Curtia obtusifolia
Curtia obtusifolia là một loài thực vật có hoa trong họ Long đởm. Loài này được (Benth.) Knobl. mô tả khoa học đầu tiên năm 1894.